# 灭鼠轶事
灭鼠轶事是冯巩及牛群在中国中央电视台春节联欢晚会上所表演的相声。灭鼠轶事讽刺了当时对荣誉的理解以及错误的争夺法。

## 关于
灭鼠轶事所说的是某连的一个战士（牛群）因为部队正在举行抓耗子比赛，却正在发愁如何找到老鼠的事情。相声以幽默的形式讽刺了当时为了争夺荣誉而不惜使用任何代价的想法。在相声的结尾暗喻，由于无法拿到自己的荣誉，自己将会不惜以任何方法，例如作弊来获得（这个荣誉）。